# اورنج لیک (نیویورک)
اورنج لیک (به انگلیسی: Orange Lake) یک منطقهٔ مسکونی در ایالات متحده آمریکا است که در نیویورک واقع شده‌است. اورنج لیک ۶٬۹۸۲ نفر جمعیت دارد.